# Очите на Уаканда
„Очите на Уаканда“ (на английски: Eyes of Wakanda) е американски минисериал, създаден от Тод Харис.
Базиран е върху едноименната държава на „Марвел Комикс“. Минисериалът излиза по Disney+ на 1 август 2025 г. Сериалът проследява приключенията на различни персонажи през годините в Уаканда, и е свързан с филма Черната Пантера: Уаканда завинаги.
Сериалът е част от Киновселената на Марвел. Това е шестнадесетият сериал от „Марвел Студио“ и е част от Шеста фаза. 

## Главни герои
- Уини Харлоу и Лин Уитфийлд – Нони
- Крес Уилямс – Нкати / Лъвът
- Лари Херон – Б'Кай / Мемнон
- Адам Голд – Ахил
- Джакуес Колимон – Баша
- Джона Жао – Джорани / Железния Юмрук
- Зийк Алтон – Тафари
- Стив Тюсант – Куда

## Гостуващи герои
- Уату / Наблюдателя
- Н'Джадака / Ерик Стивънс / Килмонгър

## Епизоди
| № | # | Заглавие                                    | Режисура              | Сценарий       | Първо излъчване  | Първо излъчване  | Рейтинг (в милиони) |
| - | - | ------------------------------------------- | --------------------- | -------------- | ---------------- | ---------------- | ------------------- |
| 1 | 1 | В бърлогата на лъва ("Into the Lion's Den") | Тод Харис             | Джефри Торн    | 1 август 2025 г. | 1 август 2025 г. | Неизвестно          |
|   |   |                                             |                       |                |                  |                  |                     |
| 2 | 2 | Легенди и лъжи ("Legends and Lies")         | Джон Фенг             | Марк Бернардин | 1 август 2025 г. | 1 август 2025 г. | Неизвестно          |
|   |   |                                             |                       |                |                  |                  |                     |
| 3 | 3 | Изгубен и намерен ("Lost and Found")        | Джон Фенг и Тод Харис | Марк Бернардин | 1 август 2025 г. | 1 август 2025 г. | Неизвестно          |
|   |   |                                             |                       |                |                  |                  |                     |
| 4 | 4 | Последната пантера ("The Last Panther")     | Тод Харис             | Джефри Торн    | 1 август 2025 г. | 1 август 2025 г. | Неизвестно          |
|   |   |                                             |                       |                |                  |                  |                     |